# Clonaria nebulosipes
Clonaria nebulosipes är en insektsart som först beskrevs av Rehn, J.A.G. 1911.  Clonaria nebulosipes ingår i släktet Clonaria och familjen Diapheromeridae. Inga underarter finns listade i Catalogue of Life.